# Тукумський край

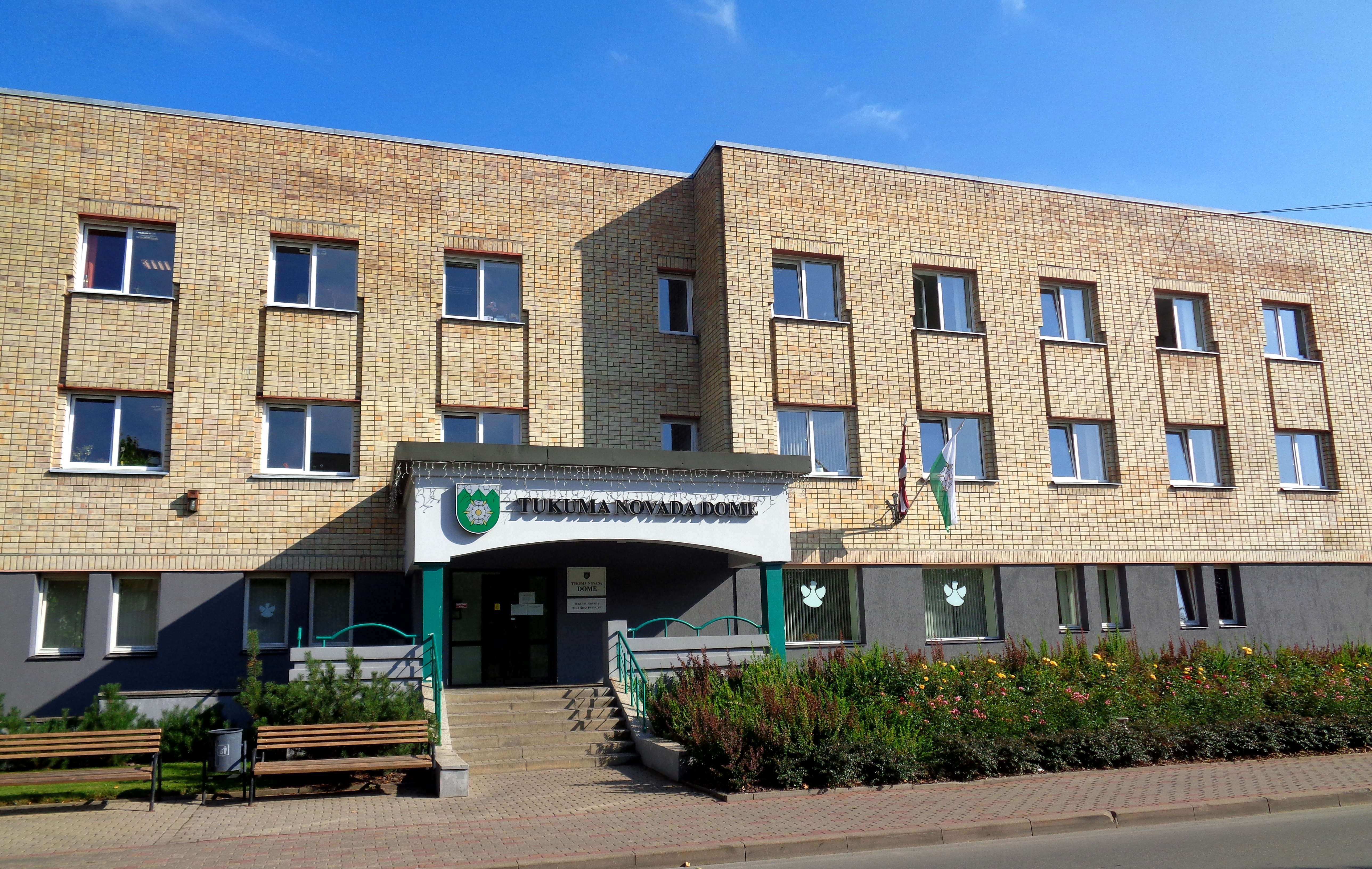
Дума Тукумського краю

Туку́мський кра́й (латис. Tukuma novads) — адміністративно-територіальна одиниця Латвійської Республіки. Розташований у західній частині країни, в історичному регіоні Курляндія. Адміністративний центр — Тукумс. Створений 2021 року. Площа — 2450 км². Населення — 44 411 осіб (2011). До складу краю входять 2 міста і 21 волость.

## Історія
Край утворений 1 липня 2021 року шляхом об'єднання Тукумського, Енгурського, Кандавського та Яунпільського країв, після адміністративно-територіальної реформи Латвії 2021 року.

## Адміністративний поділ
- 2 міста - Кандава, Тукумс
- 21 волость

## Населення
Національний склад краю за результатами перепису населення Латвії 2011 року.
| Національність | К-сть | %        |
| -------------- | ----- | -------- |
| Латиші         | 26240 | 85,71 %  |
| Росіяни        | 2489  | 8,13 %   |
| Білоруси       | 636   | 2,08 %   |
| Українці       | 373   | 1,22 %   |
| Поляки         | 222   | 0,73 %   |
| Литовці        | 263   | 0,86 %   |
| Інші           | 391   | 1,28 %   |
| Загалом        | 30614 | 100,00 % |